# Jordi Domingo i Mombiela
Jordi Domingo i Mombiela (Barcelona, 15 de febrer del 1928 ‑ Barcelona, 18 de gener del 1991) va ser un músic, compositor i pedagog musical català.
Va fer els estudis de piano, composició i direcció d'orquestra al Conservatori Municipal de Música de Barcelona amb els mestres Tomàs Buxó, Joaquim Zamacois i Pich Santasusana. Com a compositor, va conrear diversos gèneres, entre els quals l'orquestral, el piano solista, el coral i els lieder, obres amb les quals va obtenir diversos premis i guardons a Catalunya i a l'estranger. El 1984 va obtenir força èxit amb la suite coral a 6 temps ‘La Primavera’ sobre text d'Agustí Reverter per a un col·lectiu coral de més de 500 veus. Va ser catedràtic de música i va realitzar una intensa labor pedagògica.

## Premis
- Llum de festa - 2º Premi i Premi Popular Concurs Francisco Basil, de Figueras (1984).[2]

## Obra sardanística
- La flor de la dansa (1986) per a cobla
- Llum de festa per a cobla
- Poble Nou per a cobla
- Flaires del bosc (Suite, 1984) per a cobla
- Al gran Pau Casals (cor i cobla)
- Andorra
- Donem-nos les mans
- Foc de campament
- Joganera
- L'encís de Tordera (1988)
- Roselles i blat (1986)[3]

## Obres
- Elementos básicos de teoría de la música, Vol. 1
- Elementos básicos de teoría de la música, Vol. 2
- Reflejo español (Obra breu per a piano que Jordi Domingo Mombiela va dedicar a la professora de piano Carme Undebarrena.)
- 14 Estudios expresivos (Educació musical: Repertori d'estudi instrumental; Mètodes d'instrument.)
- Con sabor tropical (cor mixte i piano)
- Evocación marinera, Habanera cor mixte i piano.[4]